# 新民主党
新民主党（しんみんしゅとう、英語: New Democratic Party、略称：NDP、フランス語: Nouveau Parti démocratique）は、カナダの中道左派・社会民主主義政党。社会主義インターナショナル加盟政党である。創設は1961年。現在の党首はジャグミート・シン。連邦規模と州規模の両方で活動し、カナダ議会下院では野党第三党となっている。

## 歴史
1958年に労組系と左翼政党が共闘し新しい社会民主主義政党を立ち上げるべく、協同連邦党（Cooperative Commonwealth Federation、略称：CCF）とカナダ労働者会議（Canadian Labour Congress、CLC）が全国新党結成委員会（National Committee for the New Party）を結成。3年間の間の政策議論を行ない新党結成に同意した数名も追加し、1961年5日間に及ぶ結党大会の後、長年CCF党首を務めたトミー・ダグラスを党首に選出し新民主党が成立した。
カナダは保守主義のカナダ進歩保守党（現・カナダ保守党）と、リベラリズムのカナダ自由党の二大政党による政権交代が続き、新民主党は結党以来野党第二党であった。しかし、1972年の総選挙で当時のピエール・トルドー政権与党である自由党が過半数を割り込む結果となった際、閣外協力（1974年総選挙で自由党が過半数を得たことで解消）を行うなど、一定の影響力を有してきた。
1980年以降、3回（1980年・1984年・1988年）行われた総選挙で続けて30議席以上を獲得した。しかし1993年総選挙では、ブリティッシュ・コロンビア州とオンタリオ州におけるNDP政権への失望と党支持層の少なくない部分が自由党に投票したため獲得議席は9議席に留まり、過去最低の結果となり、公式政党（official party status）としての地位を喪失した。党支持層の相当数が自由党に投票した背景には、前回88年の総選挙における進歩保守党に対する批判票が新民主党と自由党に分かれた結果、進歩保守党が勝利した苦い記憶に対する反省が指摘されている。
1997年総選挙では21議席を獲得しやや党勢を回復させたが、2000年総選挙では右派政党であるカナダ同盟の政権獲得阻止を目的に党支持層が自由党への戦略投票を行った結果、前回を下回る13議席に留まった。そして2004年総選挙でも前回と同様に支持者による自由党への戦略投票が行われた結果、19議席と当初の予想を大きく下回る結果となった。しかし、この選挙で自由党は過半数を獲得できなかった結果、新民主党は自由党への閣外協力の見返りに健康保険民営化反対や京都議定書遵守など党の政策を反映できるようになった。
2005年11月、保守党が提出した内閣不信任案が可決されたことで行われた総選挙において29議席を獲得し、80年代の水準にまで回復させることに成功した。続く2008年総選挙では37議席を獲得した。そして2011年5月2日の総選挙ではケベック州を中心に強い支持を集めて102議席を獲得と大躍進、結党以来初めて野党第一党となり、自由党に代わって議会第二党となった。
2015年10月19日の総選挙では、解散前の6月には新民主党が保守党の支持率を上回っていたが、10月になると新民主党がイスラム教徒の女性が顔を隠すスカーフを着用することを支持したことから宗教を誇示することを嫌う住民が多いとされるケベック州での支持が後退し、代わって自由党が支持を伸ばしたため、大幅に議席を減らし、野党第二党・議会第三党に転落した。2016年4月10日に、トーマス・マルケア党首が惨敗の責任を取り辞任すると表明した。
現在アルバータ州の新民主党が、地方政府を形成している。以前はブリティッシュ・コロンビア州、サスカチュワン州、マニトバ州、オンタリオ州、ノバスコシア州、ユーコン準州の各州のNDPが、地方政府を治めていた。
ケベック州議会選には現在参加していない。

## 政策
新民主党の前身となった政党の一つ、協同連邦党（Cooperative Commonwealth Federation、略称：CCF）はポピュリズム、土地均分論的、社会主義的な思想に起源を持つが、その後現代的な社会民主主義政党へと発展した。CCFはキリスト教左派や社会的福音運動とも関係があったものの、現在のNDPは世俗的かつ多元的であり、ニューレフトの思想を取り入れている。LGBTの権利擁護、国際平和、環境保護といった課題にも積極的である。混合経済の推進や福祉制度の拡充を支持しており、党内には民主社会主義を掲げる左派も存在している。国際的には、社会民主主義および進歩主義政党の国際組織、進歩同盟（Progressive Alliance）に加盟している。

## 歴代党首
- 初代：トミー・ダグラス（1961〜1971）
- 2代：デビッド・ルイス（1971〜1975）
- 3代：エドワード・ブロードベント（1975〜1989）
- 4代：オードリー・マクラフリン（1989〜1995）
- 5代：アレクサ・マクドーノー（1995〜2003）
- 6代：ジャック・レイトン（2003〜2011） - 2011年8月死去[19]。
- 臨時：ニコル・テュルメル（2011〜2012） - レイトン党首の死去を受け、臨時党首に就任。
- 7代：トーマス・マルケア（2012〜2017） - 2012年3月の党首選挙で党首に選出[20]。
- 8代：ジャグミート・シン（2017〜）

## 総選挙における党勢推移
| 選挙   | 獲得議席／定数 |
| ------ | -------------- |
| 1962年 | 19 / 265       |
| 1963年 | 17 / 265       |
| 1965年 | 21 / 265       |
| 1968年 | 22 / 264       |
| 1972年 | 31 / 264       |
| 1974年 | 16 / 264       |
| 1979年 | 26 / 282       |
| 1980年 | 32 / 282       |
| 1984年 | 30 / 282       |
| 1988年 | 43 / 295       |
| 1993年 | 9 / 295        |
| 1997年 | 21 / 301       |
| 2000年 | 13 / 301       |
| 2004年 | 19 / 308       |
| 2006年 | 29 / 308       |
| 2008年 | 37 / 308       |
| 2011年 | 103 / 308      |
| 2015年 | 44 / 338       |
| 2019年 | 24 / 338       |
| 2021年 | 25 / 338       |
| 2025年 | 7 / 338        |

出典：表6「1945年から2008年のまでの総選挙結果」岩崎正洋編著『政党システムの理論と実際』（おうふう）222頁。Elecions Canada